# Calimete
Calimete is een gemeente in de Cubaanse provincie Matanzas. De gemeente heeft een oppervlakte van 960 km² en telt 28.500 inwoners (2015).